# Linux-Klausel
Die sogenannte Linux-Klausel ist eine am 22. März 2002 beschlossene Bestimmung des deutschen Urheberrechts, welche die Gültigkeit von Lizenzen freier Software und anderer Medien (Open Content) sicherstellen soll. Im § 32 Angemessene Vergütung des UrhG heißt es in Absatz 3 Satz 3:

„Der Urheber kann aber unentgeltlich ein einfaches Nutzungsrecht für jedermann einräumen.“

Diese in den Medien Linux-Klausel genannte Bestimmung stellte erstmals klar, dass der Schöpfer des Werkes das Recht hat, auf seine finanziellen Einkünftemöglichkeiten zugunsten der Allgemeinheit zu verzichten.
Entsprechende Regelungen finden sich seit der Urheberrechtsreform 2007 durch den sogenannten „2. Korb“ auch in § 31a Absatz 1 Satz 2 UrhG, wonach für einen Vertrag über unbekannte Nutzungsarten keine Schriftform erforderlich ist, in § 32a Abs. 3 Satz 3 UrhG, wonach der Urheber auf eine angemessene Beteiligung auch bei einem auffälligen Missverhältnis zwischen Vergütung und Vorteilen aus der Nutzung seines Werkes verzichten kann und § 32c Absatz 3 Satz 2 UrhG, der den Verzicht auf angemessene Vergütung für später bekannte Nutzungsarten regelt.

## Hintergrund und Geschichte
Am 22. Mai 2000 hatte das Bundesjustizministerium einen Gesetzesvorschlag eingereicht, der das Urheberrecht modernisieren sollte. Dabei war in den Bestimmungen zur angemessenen Vergütung des Urhebers festgelegt worden, dass dem Schöpfer eines Werkes eine angemessene Beteiligung an den Einnahmen gebührt. In der Open-Source-Bewegung wurde dieser Vorschlag stark kritisiert, da er das Geschäftsmodell von freier Software und anderen auf Lizenzen wie der GPL beruhenden Werken unmöglich machen würde. Dies führte dazu, dass auf Vorschlag des Instituts für Rechtsfragen der freien und Open Source Software die heute gültige Bestimmung im Gesetzesentwurf vom 26. Juni 2001 von Fraktionen des Bundestags aufgenommen wurde. In der Begründung hieß es dazu:

„Der gesetzliche Vergütungsanspruch ist im Interesse des Urheberschutzes im Voraus unverzichtbar, soweit der Urheber nicht jedermann unentgeltlich ein einfaches Nutzungsrecht einräumt (Absatz 4 Satz 1). Die aufgenommene Einschränkung beugt einer befürchteten Rechtsunsicherheit für „Open Source“ Programme und anderem „Open Content“ vor; im Bereich derartiger Lizenzbeziehungen, bei denen der Urheber sein Werk der Allgemeinheit unentgeltlich zur Verfügung stellt, kann weder eine zu Lasten des Urhebers gestörte Vertragsparität vorliegen, noch sind insofern Missbrauchsmöglichkeiten denkbar.“

Dieser Vorschlag wurde ins verabschiedete Gesetz aufgenommen. Er stellt die Verwendung freier Lizenzen wie der GNU General Public License in Deutschland auf eine rechtlich abgesicherte Basis.